# Oxima
Uma oxima é uma classe de compostos orgânicos cuja fórmula geral é RR'C=NOH, onde R é um grupo organila (R ≠ H) e R' pode ser um hidrogênio (grupo hidro, R' = H) ou um grupo organila (R' ≠ H). Uma oxima é o resultado da condensação da hidroxilamina com um aldeído (sendo então  chamada aldoxima) ou  uma cetona (neste caso, denominada cetoxima).
O termo "oxima" data do século XIX, possivelmente da contração das palavras oxigênio e imina.
Igualmente à ligação dupla dos alquenos, também aqui existe isomeria cis-trans (Z/E), quando os substituintes R e R' são diferentes. A estabilidade relativa de um isômero comparado ao outro é de se esperar que siga os mesmo critérios que para os alquenos.
As oximas são habitualmente sólidos cristalinos que, historicamente, antes da aparição dos métodos espectroscópicos, foram usadas para separar e caracterizar compostos que contivessem a função carbonilo, aldeídos e cetonas, como por exemplo monossacarídeos.

## Síntese
Chama-se oximação à reação que leva à conversão de uma substância em oxima.
As oximas podem ser preparadas mediante condensação, com catálise ácida, de um aldeído ou uma cetona com hidroxilamina:
RR'C=O + NH2OH → RR'C=NOH + H2O
Chama-se amoximação a conversão de um aldeído ou uma cetona na sua oxima, mediante tratamento com amônia e peróxido de hidrogênio:
R - CHO + NH3 +  H2O2 → R - CH = NOH +2H2O
Também se obtêm oximas da reação de nitritos, tais como o nitrito de isoamila, com compostos enolizáveis. Exemplos disso são a reação do acetoacetato de etila e o nitrito de sódio em ácido acético, a reação da etil metil cetona com nitrito de etila em ácido clorídrico, e uma reação similar, com nitrito de metila, com propiofenona, a reação do cloreto de fenacilo e a reação de malononitrilo com nitrito de sódio em ácido acético.
Podem ser produzidas pela clivagem dos correspondentes aldeídos e cetonas com óxido de cálcio.

## Reações
Por ser uma reação reversível, a hidrólise das oximas têm lugar de forma fácil, aquecendo-se em presença de um ácido inorgânico, decompondo-se no correspondente aldeído ou cetona e na hidroxilamina. A redução de oximas mediante, por exemplo, LiAlH4 produz a amina, e com um redutor mais suave como o NaBH3CN, em uma reação análoga à aminação redutora, é possível deter a redução na correspondente hidroxilamina.
Em geral as oximas podem ser transformadas na amida por tratamento com ácido (p. ex. H2SO4 ou H3PO4). A esta reação se conhece como transposição de Beckmann, na qual o grupo hidroxilo da oxima é substituído pelo grupo que está na posição anti à sua. A transposição de Beckmann é usada na síntese industrial da caprolactama, que é o composto usado na fabricação do nylon-6.

## Cloro-oximas
Os derivados clorados das oximas, as cloro-oximas, têm valiosa utilidade em síntese orgânica. Dentre esses compostos, destaca-se o 2-cloro-2-(hidroxiimino)acetato de etila, C4H6ClNO3, classificado com o número CAS 14337-43-0.
Os derivados dessa família de compostos químicos produzem fármacos amplificadores de chaperona.
Permitem a produção de alquinos por meio da condensação induzida por base de α-cloro-oximas.